# Dakota Blue Richards

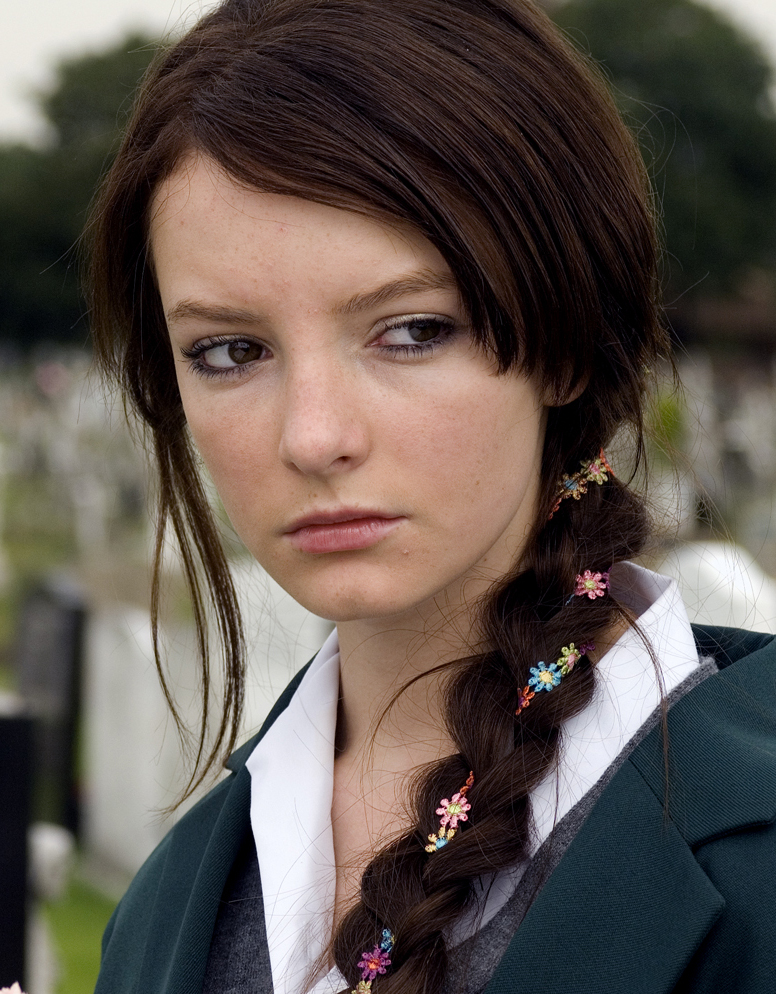
Dakota Blue Richards w filmie Dziecko ze śmietnika.

Dakota Blue Richards (ur. 11 kwietnia 1994 w Londynie) – brytyjska aktorka.

## Biografia
Richards urodziła się w Londynie. Mieszkała z rodziną w Sussex i w Brighton. Jest jedynaczką. W czerwcu 2006 roku, w wieku 12 lat, została wybrana z ponad 10 000 kandydatek do roli Lyry Belacqua w ekranizacji pierwszego tomu cyklu powieściowego fantasy Mroczne materie, autorstwa Philipa Pullmana, pod tytułem Złoty Kompas.
Jej kolejnym filmem jest adaptacja książki Tajemnica Rajskiego Wzgórza autorstwa Elizabeth Goudge. W filmie pod tym samym tytułem Richards gra rolę Marii, sieroty, która przeprowadza się do tajemniczej posiadłości wuja. Dziewczynka wkracza w świat tajemniczych istot i magii oraz odkrywa, że jest jedyną osobą, która może odwrócić skutki starożytnej klątwy.
Zagrała również rolę Cass w filmie krótkometrażowym Five Miles Out, a także April w filmie Dziecko ze śmietnika.
W latach 2011–2012 grała w serialu Kumple (Skins) jako Franky Fitzgerald,

## Filmografia

### Film
- Złoty kompas[1] (The Golden Compass) (2007) jako Lyra Belacqua
- Tajemnica Rajskiego Wzgórza (The Secret of Moonacre) (2008) jako Maria
- Five Miles Out (2009) jako Cass
- Aspekt życia (2013) jako Eloise Ashton
- The Quiet Hour (2014) jako Sarah
- ChickLit (2016) jako Zoe

### Telewizja
- Dziecko ze śmietnika (Dustbin Baby) (2008) jako April
- Kumple (Skins) (2011 - 2012) jako Franky Fitzgerald
- Lightfields (2013) jako Eve
- Endeavour: Sprawy młodego Morse’a (2016-2018) jako WPC Shirley Trewlove
- Beecham House[1] (2019) jako Margaret Osborne